# آموزش فناوری
آموزش فناوری، tech ed[] یا آموزش حرفه ای و فنی، مطالعه فناوری است که در آن دانش آموزان "در مورد فرآیندها و دانش مربوط به فناوری اطلاعات می گیرند. به عنوان یک رشته مطالعاتی، توانایی انسان برای شکل دادن و تغییر جهان فیزیکی برای برآوردن نیازها، با دستکاری مواد و ابزار با تکنیک ها را پوشش می دهد. این به عدم ارتباط بین استفاده گسترده و فقدان دانش در مورد اجزای فنی فن آوری های مورد استفاده و نحوه رفع آنها می پردازد. این رشته نوظهور به دنبال کمک به سواد علمی و فنی کلی فراگیران،  و فن است.

آموزش فناوری نباید با فناوری آموزشی اشتباه گرفته شود. فناوری آموزشی بر زیرمجموعه باریک‌تری از استفاده از فناوری متمرکز است که حول استفاده از فناوری در آموزش و برای آموزش می‌چرخد، برخلاف تمرکز آموزش فناوری بر استفاده از فناوری به طور کلی.

## تاریخ
آموزش فناوری شاخه ای از سنت هنرهای صنعتی در ایالات متحده و آموزش صنایع دستی یا آموزش حرفه ای در کشورهای دیگر است. در سال 1980، از طریق آنچه "پروژه آینده" نامیده شد، نام "آموزش هنرهای صنعتی" به "آموزش فناوری" در ایالت نیویورک تغییر یافت. هدف این نهضت افزایش سواد فنی دانشجویان بود. از آنجایی که ماهیت آموزش فناوری به طور قابل توجهی با نسخه قبلی خود متفاوت است، معلمان هنرهای صنعتی در اواسط دهه 1980 تحت آموزش غیرحضوری قرار گرفتند در حالی که یک شبکه آموزش فناوری نیز توسط اداره آموزش ایالت نیویورک (NYSED) تأسیس شد.

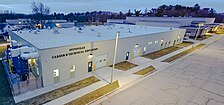
مرکز آموزش فنی و حرفه ای پیتسویل

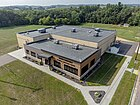
Osseo-Fairchild مرکز آموزش فنی

در سوئد، فناوری به عنوان یک موضوع جدید از سنت موضوعات صنایع دستی پدیدار شد، در حالی که در کشورهایی مانند تایوان و استرالیا، عناصر آن در برنامه های حرفه ای تاریخی قابل تشخیص است.
در قرن بیست و یکم، طراحی لباس مریخ به عنوان موضوعی برای آموزش فناوری مورد استفاده قرار گرفت.
آموزش فنی با آموزش عمومی کاملا متفاوت است

## وضعیت فعلی آموزش فناوری
TeachThought، یک نهاد خصوصی، آموزش فناوری را در «وضعیت کودکی و آزمایش جسورانه» توصیف کرد. نظرسنجی از معلمان در سراسر ایالات متحده توسط یک شرکت تحقیقات بازار مستقل نشان داد که 86 درصد از معلمان پاسخ دهندگان موافق هستند که فناوری باید در کلاس درس استفاده شود. 96 درصد می گویند که مشارکت دانش آموزان را ترویج می کند و 89 درصد موافق هستند که فناوری نتایج دانش آموزان را بهبود می بخشد.  فناوری در بسیاری از سیستم های آموزشی وجود دارد. از جولای 2018، مدارس دولتی آمریکا به ازای هر پنج دانش‌آموز یک رایانه رومیزی ارائه می‌کنند و سالانه بیش از 3 میلیارد دلار صرف محتوای دیجیتال می‌کنند. در سال تحصیلی 2015–2016، دولت به جای روش سنتی قلم و کاغذ، آزمون‌های استاندارد دولتی بیشتری را برای سطوح ابتدایی و متوسطه از طریق پلتفرم‌های دیجیتال انجام داد.

انقلاب دیجیتال چشم انداز یادگیری جدیدی را ارائه می دهد. دانش آموزان حتی اگر داخل کلاس نباشند می توانند به صورت آنلاین یاد بگیرند. پیشرفت در فن آوری مستلزم رویکردهای جدید ترکیب پیشرفت های تکنولوژیکی حال و آینده و گنجاندن این نوآوری ها در سیستم آموزش عمومی است. با تکنولوژی گنجانده شده در یادگیری روزمره، این یک محیط جدید با یادگیری شخصی و ترکیبی جدید ایجاد می کند. دانش آموزان قادر به تکمیل کار بر اساس نیازهای خود و همچنین داشتن تطبیق پذیری مطالعه فردی هستند و تجربه کلی یادگیری را متحول می کند. فضای فناوری در آموزش و پرورش بسیار بزرگ است. به سرعت پیشرفت می کند و تغییر می کند. در بریتانیا، فناوری رایانه به ارتقای استانداردها در مدارس مختلف برای رویارویی با چالش‌های مختلف کمک کرد. بریتانیا مفهوم «کلاس درس معکوس» را پس از محبوب شدن در ایالات متحده پذیرفت. ایده این است که روش‌های آموزشی مرسوم را از طریق ارائه دستورالعمل‌های آنلاین و خارج از کلاس‌های درس سنتی معکوس کنیم.
در اروپا، کمیسیون اروپا در ژانویه 2018 از طرح آموزش دیجیتال حمایت کرد. این برنامه شامل 11 طرح است که از استفاده از فناوری و قابلیت های دیجیتال در توسعه آموزش حمایت می کند. کمیسیون همچنین یک برنامه عملیاتی به نام سند کاری کارکنان  را تصویب کرد که استراتژی خود را در اجرای آموزش دیجیتال شرح می دهد. این طرح شامل سه اولویت است که اقداماتی را برای کمک به کشورهای عضو اتحادیه اروپا برای مقابله با همه نگرانی‌های مرتبط تدوین می‌کند. کل چارچوب از چارچوب صلاحیت های اروپایی برای یادگیری مادام العمر و طبقه بندی اروپایی مهارت ها، شایستگی ها، صلاحیت ها و مشاغل پشتیبانی می کند.
در شرق آسیا، بانک جهانی یک سمپوزیوم بین‌المللی سالانه (دو روزه) را برگزار کرد در اکتبر 2017 با وزارت آموزش، علم و فناوری کره جنوبی و بانک جهانی برای حمایت از نگرانی‌های آموزشی و فناوری اطلاعات و ارتباطات برای دست اندرکاران صنعت و سیاستگذاران ارشد شرکت کنندگان مسائل مربوط به استفاده از فن آوری های جدید برای مدارس داخل منطقه را برنامه ریزی و بحث می کنند.

## فهرست مهارت های فناوری

### معاملات
همچنین ببینید : لیست مشاغل ساختمانی، تاجر و کاردان فنی
- نجاری - هنر های چوبی، قاب بندی، درب/پنجره، دیوار خشک، عایق، کفپوش، نمای سایدینگ، تکمیل کار، کابینت، اثاث.
- لوله کشی - وسایل لوله کشی، لوله کشی و اتصالات لوله کشی، آبگرمکن، دستگاه بخار، GreenPlumbers و پاک کننده فاضلاب.
- برق کار - سیم کشی برق ، چراغ/لوازم خانگی بزرگ، نصب برق خورشیدی، فن ورز الکترونیک، تکنسین موتور برق/ژنراتور.
- جوشکاری - MIG، TIG، چوب، اتصالات جوشکاری، نمادهای جوشکاری و فلزکاری.
- بنایی - بتن کاری، آجر/بلوک/سنگ، ماله کشی و کاشی کاری.
- HVAC - گرمایش، تهویه، تهویه مطبوع، و کار کانال.
- رنگ آمیزی - رنگ آمیزی، کاغذ دیواری، مخلوط کردن رنگ، گچ کاری و خمیر پاشش.
- بام - زونا، سقف فلزی درز ایستاده، سقف فلزی راه راه، سقف خورشیدی، زونا لاستیکی، ناودان باران.
- مکانیک - مکانیک خودرو / ترمیم / اسقاط، تبرید / تهویه مطبوع، دیگ بخار، آسیاب / مکانیک صنعتی.
- ساخت فلز - ماشین‌کار، تراش، فرز، حفاری، سنگ‌زنی و ماشین‌کاری CNC.[24]
- خیاطی - چرخ خیاطی، دوخت دستی، گلدوزی، خیاط، لحاف، طراحی مد، طراحی لباس، مدل سازی لباس سه بعدی، اثاثه یا لوازم داخلی، بافندگی، پرده‌های نگارین، قلاب بافی.
- سر آشپز تزئین غذا - نانوا، برش گوشت/ماهی فروش، اغذیه فروشی، پنیرفروش، سوشی ایتامه، و آشپز.
- تکنسین مخابرات - تکنسین برج، حفاری جهت، فیبر نوری/کواکسیال و نصب کننده دیش ماهواره.
- تکنسین اتوماسیون - کنترل‌گر منطقی برنامه‌پذیر، کالیبراسیون ابزار دقیق، خط مونتاژ/تولید، نصب و نگهداری صنعتی.
- ساخت ادوات نیم‌رسانا

### کامپیوترها
همچنین ببینید: فهرست بسته‌های نرم‌افزاری رایگان و منبع باز، بسته‌های نرم‌افزار آکادمیک و ایستگاه‌های کاری GPU
- زبان‌های رایانه - زبان‌های نشانه‌گذاری، زبان‌های اسکریپت نویسی، فهرست زبان‌های برنامه‌نویسی بر پایه نوع، کتابخانه‌ها و ویرایشگرهای متن.[26]
- طراحی به کمک رایانه/ساخت به کمک رایانه/مدل‌سازی اطلاعات ساختمان - فهرست نرم‌افزارهای مدل‌سازی سه‌بعدی، فهرست نرم‌افزارهای تولید به کمک رایانه، فهرست نرم‌افزارهای BIM، ماشین‌کاری CNC/چاپ سه‌بعدی/ساخت سه‌بعدی، و رندر سه‌بعدی.[27]
- ویرایش ویدئو - لیست نرم افزارهای ویرایش ویدئو، فیلم سازی، جلوه های بصری، CGI و لیست نرم افزارهای انیمیشن سه بعدی.[28]
- طراحی گرافیک - لیست نرم افزارهای گرافیکی دو بعدی، فهرست نرم افزارهای انیمیشن دو بعدی، رابط کاربری/UX، تبلت های گرافیکی، فهرست نرم افزارهای هنر دیجیتال، گرافیک برداری/رستر و طراحی لوگو.[29]
- عکاسی دیجیتال/فیلمبرداری - دوربین دیجیتال، عکاسی هوایی، نرم افزار ویرایش عکاسی دیجیتال.
- فناوری اطلاعات (IT)
- صفحات گسترده - مقادیر جداشده با ویرگول، [30] نمودار تابع، نمودارها، حسابداری، فهرست نرم افزارهای صفحه گسترده، [31] فهرست سیستم های مدیریت پایگاه داده رابطه ای.
- استودیو ضبط - محیط کار صوتی دیجیتال، مهندسی صدا، فهرست نرم افزارهای موسیقی.[32]

### مراقبت های بهداشتی
- تصویربرداری پزشکی - اشعه ایکس، سی تی اسکن، MRI، [33] ECG و سونوگرافی.
- آزمایشات آزمایشگاهی پزشکی[34]
- تکنسین تجهیزات زیست پزشکی

## همچنین ببینید
- انجمن حرفه ای و آموزش فنی
- هنرهای خلاقانه
- سواد تکنولوژیک
- مدرسه فنی حرفه ای
- گواهی فنی
- علوم، فناوری، مهندسی و ریاضیات (STEM)